# کانادا در المپیک تابستانی ۲۰۲۴
کاروان المپیکی کانادا، یکی از کاروان‌های حاضر در بازی‌های المپیک تابستانی ۲۰۲۴ بود که از ۲۶ ژوئیه تا ۱۱ اوت ۲۰۲۴ (۵ تا ۲۱ امرداد ۱۴۰۳ خورشیدی) به میزبانی پاریس، پایتخت فرانسه برگزار شد. از زمان اولین حضور کانادا در سال ۱۹۰۰، ورزشکاران کانادایی در همه دوره‌های بازی‌های المپیک تابستانی حضور داشته‌اند، به جز بازی‌های المپیک تابستانی ۱۹۸۰ در مسکو، به دلیل حمایت این کشور از تحریم‌های ایالات متحده.
تیم نهایی کانادا متشکل از ۳۱۵ (۱۲۳ مرد و ۱۹۲ زن) ورزشکار بود. در ۱۶ ژوئیه ۲۰۲۴، یک تیم نهایی متشکل از ۳۱۶ ورزشکار، به همراه ۲۲ نفر جایگزین، توسط کمیته المپیک کانادا تأیید شد. ورزشکارانی از ۹ استان و قلمرو کشور در این تیم حضور دارند. روز بعد، پیرس لی پیج، ورزشکار ده‌گانه، به‌دلیل مصدومیت از تیم کناره‌گیری کرد، که تعداد ورزشکاران تیم را به ۳۱۵ رساند. در ۲۴ ژوئیه ۲۰۲۴، آندری ده گراس دونده سرعت و مود شارون وزنه‌بردار به عنوان پرچمداران این کشور برای مراسم افتتاحیه معرفی شدند. در همین حال، در ۱۱ اوت ۲۰۲۴، قهرمان المپیک، پرتاب کننده چکش، اتان کاتزبرگ و سامر مک اینتاش، دارنده مدال طلای متعدد، به عنوان پرچمداران مراسم اختتامیه کانادا معرفی شدند.
ورزشکاران کانادایی ۲۷ مدال (۹ طلا، ۷ نقره و ۱۱ برنز) کسب کردند. این بدان معناست که کانادا در جدول مدال دوازدهم و در مجموع مدال‌ها یازدهم شد. ۲۷ مدال کسب شده بهترین نتیجه کل مدال‌های کشور (به استثنای بازی‌های المپیک تابستانی ۱۹۸۴) را نشان می‌دهد که از ۲۴ مدال کسب شده در سال ۲۰۲۰ پیشی گرفته است. ۹ مدال طلای کسب شده نیز بهترین مجموع کل مدال‌های کشور (بعد از بازی‌های تحریم شده ۱۹۸۴) بود.

## مدیریت
در ماه مه ۲۰۲۲، برونی سورین دارنده مدال طلای آتلانتا ۱۹۹۶ به عنوان رئیس مسابقات کشور معرفی شد. سورین به دلیل «موفقیت‌های ورزشی، بشردوستی، مهارت‌های گفتاری انگیزشی و الگویی برای ورزشکاران جوان» انتخاب شد.

## مدال‌آوران
| مدال | ورزشکار | ورزش          | رویداد                      | تاریخ    |
| ---- | --- | ------------- | --------------------------- | -------- |
| طلا  | کریستا دگوچی | جودو          | ۵۷ ک.گ زنان                 | ۲۹ ژوئیه |
| طلا  | سامر مکینتاش | شنا           | ۴۰۰ متر امدادی انفرادی زنان | ۲۹ ژوئیه |
| طلا  | سامر مکینتاش | شنا           | ۲۰۰ متر پروانه زنان         | ۱ اوت    |
| طلا  | سامر مکینتاش | شنا           | ۲۰۰ متر امدادی انفرادی زنان | ۳ اوت    |
| طلا  | اتان کتزبرگ | دو و میدانی   | پرتاب چکش مردان             | ۴ اوت    |
| طلا  | کمرین راجرز | دو و میدانی   | پرتاب چکش زنان              | ۶ اوت    |
| طلا  | جروم بلیک آرون براون آندری ده گراس برندن رودنی | دو و میدانی   | امدادی ۴ نفره ۱۰۰ متر مردان | ۹ اوت    |
| طلا  | کیتی وینسنت | قایقرانی      | کایاک یک‌نفره ۲۰۰ متر زنان   | ۱۰ اوت   |
| طلا  | فیلیپ کیم | رقص بریک      | B-Boys                      | ۱۰ اوت   |
| نقره | سامر مکینتاش | شنا           | ۴۰۰ متر آزاد زنان           | ۲۷ ژوئیه |
| نقره | تیم ملی راگبی ۷ نفره زنان کانادا - کارولین کراسلی اولیویا اپس آلیشا کوریگان آسیا هوگان روچستر کلوئی دانیلز چاریتی ویلیامز فلورنس سیموندز کریسا نورستن کریسی اسکارفیلد فنسی برمودز پیپر لوان کایارا واردلی | راگبی ۷ نفره  | تورنمنت زنان                | ۳۰ ژوئیه |
| نقره | ابیگیل دنت کیلی فیلمر کاشا گروچالا-وسیرسکی مایا مشکولایت سیدنی پین جسیکا سویک کریستینا واکر اوالان ویستنیس کریستن کیت (cox)                                                                               | قایقرانی      | هشت‌نفره زنان                | ۳ اوت    |
| نقره | جاش لیندو | شنا           | ۱۰۰ متر پروانه مردان        | ۳ اوت    |
| نقره | مود شارون | وزنه‌برداری    | ۵۹ ک.گ زنان                 | ۸ اوت    |
| نقره | میلیسا هیومانا پاردس برندی ویلکرسون | والیبال ساحلی | مسابقات زنان                | ۹ اوت    |
| نقره | مارکو آروپ | دو و میدانی   | ۸۰۰ متر مردان               | ۱۰ اوت   |
| برنز | النور هاروی | شمشیربازی     | فویله زنان                  | ۲۸ ژوئیه |
| برنز | رایلن وینز نیتن زامبور-موری | شیرجه         | تخته پرش ۱۰ متر سیکرونیزد   | ۲۹ ژوئیه |
| برنز | ایلیا هارون | شنا           | ۲۰۰ متر پروانه مردان        | ۳۱ ژوئیه |
| برنز | سوفیان متو | ژیمناستیک     | ترامپولین زنان              | اوت      |
| برنز | فلیکس اوژه-الیاسیم گابریلا دابروسکی | تنیس          | دوبل مختلط                  | ۲ اوت    |
| برنز | کایلی مس | شنا           | ۲۰۰ متر کرال‌پشت             | ۲ اوت    |
| برنز | ایلیا هارون | شنا           | ۱۰۰ متر پروانه              | ۳ اوت    |
| برنز | ویات سانفورد | بوکس          | ۶۳.۵ ک.گ مردان              | ۴ اوت    |
| برنز | آلیشا نیومن | دو و میدانی   | پرش با نیزه زنان            | ۷ اوت    |
| برنز | اسکایلر پارک | تکواندو       | ۵۷ ک.گ زنان                 | ۸ اوت    |
| برنز | اسلون مک‌کنزی کیتی وینسنت | قایقرانی      | کایاک دو نفره ۵۰۰ متر زنان  | ۹ اوت    |

| ورزش          | 1 | 2 | 3  | کل |
| شنا           | ۳ | ۲ | ۳  | ۸  |
| دو میدانی     | ۳ | ۱ | ۱  | ۵  |
| قایقرانی      | ۱ | ۰ | ۱  | ۲  |
| رقص بریک      | ۱ | ۰ | ۰  | ۱  |
| جودو          | ۱ | ۰ | ۰  | ۱  |
| والیبال ساحلی | ۰ | ۱ | ۰  | ۱  |
| روئینگ        | ۰ | ۱ | ۰  | ۱  |
| راگبی ۷ نفره  | ۰ | ۱ | ۰  | ۱  |
| وزنه‌برداری    | ۰ | ۱ | ۰  | ۱  |
| بوکس          | ۰ | ۰ | ۱  | ۱  |
| شیرجه         | ۰ | ۰ | ۱  | ۱  |
| شمشیربازی     | ۰ | ۰ | ۱  | ۱  |
| ژیمناستیک     | ۰ | ۰ | ۱  | ۱  |
| تکواندو       | ۰ | ۰ | ۱  | ۱  |
| تنیس          | ۰ | ۰ | ۱  | ۱  |
| کل            | ۹ | ۷ | ۱۱ | ۲۷ |

| بر اساس تاریخ | بر اساس تاریخ | بر اساس تاریخ | بر اساس تاریخ | بر اساس تاریخ | بر اساس تاریخ |
| ------------- | ------------- | ------------- | ------------- | ------------- | ------------- |
| تاریخ         | 1             | 2             | 3             | کل            |               |
| ۲۷ ژوئیه      | ۰             | ۱             | ۰             | ۱             |               |
| ۲۸ ژوئیه      | ۰             | ۰             | ۱             | ۱             |               |
| ۲۹ ژوئیه      | ۲             | ۰             | ۱             | ۳             |               |
| ۳۰ ژوئیه      | ۰             | ۱             | ۰             | ۱             |               |
| ۳۱ ژوئیه      | ۰             | ۰             | ۱             | ۱             |               |
| ۱ اوت         | ۱             | ۰             | ۰             | ۱             |               |
| ۲ اوت         | ۰             | ۰             | ۳             | ۳             |               |
| ۳ اوت         | ۱             | ۲             | ۱             | ۴             |               |
| ۴ اوت         | ۱             | ۰             | ۱             | ۲             |               |
| ۵ اوت         | ۰             | ۰             | ۰             | ۰             |               |
| ۶ اوت         | ۱             | ۰             | ۰             | ۱             |               |
| ۷ اوت         | ۰             | ۰             | ۱             | ۱             |               |
| ۸ اوت         | ۰             | ۱             | ۱             | ۲             |               |
| ۹ اوت         | ۱             | ۱             | ۱             | ۳             |               |
| ۱۰ اوت        | ۲             | ۱             | ۰             | ۳             |               |
| ۱۱ اوت        | ۰             | ۰             | ۰             | ۰             |               |
| کل            | ۹             | ۷             | ۱۱            | ۲۷            |               |

| نام           | ورزش     | 1 | 2 | 3 | کل |
| امر مکینتاش   | شنا      | ۳ | ۱ | ۰ | ۴  |
| Katie Vincent | قایقرانی | ۱ | ۰ | ۱ | ۲  |
| Ilya Kharun   | شنا      | ۰ | ۰ | ۲ | ۲  |

|}

## شرکت‌کنندگان
فهرست زیر تعداد شرکت‌کنندگانی است که در این بازی‌ها به نمایندگی از کانادا شرکت کردند.
| ورزش              | مردان | زنان | مجموع |
| ----------------- | ----- | ---- | ----- |
| تیراندازی با کمان | ۱     | ۱    | ۲     |
| شنای موزون        | ۰     | ۸    | ۸     |
| دو و میدانی       | ۲۲    | ۲۶   | ۴۸    |
| بدمینتون          | ۳     | ۱    | ۴     |
| بسکتبال           | ۱۲    | ۱۶   | ۲۸    |
| بوکس              | ۱     | ۱    | ۲     |
| رقص بریک          | ۱     | ۰    | ۱     |
| قایقرانی          | ۶     | ۹    | ۱۵    |
| دوچرخه‌سواری       | ۱۱    | ۱۱   | ۲۲    |
| شیرجه             | ۲     | ۳    | ۵     |
| سوارکاری          | ۴     | ۵    | ۹     |
| شمشیربازی         | ۷     | ۵    | ۱۲    |
| فوتبال            | ۰     | ۱۸   | ۱۸    |
| گلف               | ۲     | ۲    | ۴     |
| ژیمناستیک         | ۵     | ۶    | ۱۱    |
| جودو              | ۳     | ۴    | ۷     |
| روئینگ            | ۰     | ۱۱   | ۱۱    |
| راگبی ۷ نفره      | ۰     | ۱۲   | ۱۲    |
| قایقرانی بادبانی  | ۲     | ۴    | ۶     |
| تیراندازی         | ۲     | ۱    | ۳     |
| اسکیت‌بردینگ       | ۳     | ۱    | ۴     |
| موج‌سواری          | ۰     | ۱    | ۱     |
| شنا               | ۱۲    | ۱۷   | ۲۹    |
| تنیس روی میز      | ۳     | ۱    | ۴     |
| تکواندو           | ۰     | ۲    | ۲     |
| تنیس              | ۲     | ۳    | ۵     |
| سه‌گانه            | ۲     | ۱    | ۳     |
| والیبال           | ۱۴    | ۴    | ۱۸    |
| واترپلو           | ۰     | ۱۳   | ۱۳    |
| وزنه‌برداری        | ۱     | ۱    | ۲     |
| کشتی              | ۲     | ۴    | ۶     |
| مجموع             | ۱۲۳   | ۱۹۲  | ۳۱۵   |

## شنای موزون
کانادا یک تیم کامل متشکل از هشت شناگر موزون را احراز کرد. این تیم به عنوان پنجمین تیم برتر بدون صلاحیت در مسابقات آکروباتیک، آزاد و فنی در مسابقات جهانی آبزیان ۲۰۲۴ در دوحه، قطر راه یافت. با انتخاب یک تیم، کانادا نیز مجاز به ورود در مسابقه دو نفره بود. تیم نهایی در ۱۰ ژوئن ۲۰۲۴ نامگذاری شد.
| ورزشکار                                                                                          | رویداد  | روال فنی | روال فنی | روال آزاد | روال آزاد | روال آکروباتیک | روال آکروباتیک | مجموع    | مجموع |
| ورزشکار                                                                                          | رویداد  | امتیازها | رتبه     | امتیازها  | رتبه      | امتیازها       | رتبه           | امتیازها | رتبه  |
| ------------------------------------------------------------------------------------------------ | ------- | -------- | -------- | --------- | --------- | -------------- | -------------- | -------- | ----- |
| آدری لاموث ژاکلین سیمونو                                                                         | دو نفره | ۲۰۱٫۵۱۶۷ | ۱۵       | ۲۹۰٫۹۱۰۳  | ۳         | —              | —              | ۴۹۲٫۴۲۷۰ | ۹     |
| اسکارلت فین آدری لاموث جانی نیومن رافائل پلانته کنزی پرایدل کلر شفل ژاکلین سیمونو فلورانس ترمبلی | تیم     | ۲۶۲٫۴۸۰۸ | ۷        | ۳۴۳٫۶۸۵۴  | ۵         | ۲۵۳٫۰۵۶۷       | ۶              | ۸۵۹٫۲۲۲۹ | ۶     |

## بدمینتون
چهار ورزشکار کانادایی در رشته بدمینتون، با توجه به رتبه‌بندی پیش‌به‌سوی‌پاریس که توسط فدراسیون جهانی بدمینتون در ۳۰ آوریل ۲۰۲۴ منتشر شده بود، واجد حضور المپیک شدند. تیم نهایی در ۱۵ می ۲۰۲۴ معرفی شد.
| ورزشکار              | ماده          | مرحله گروهی                                   | مرحله گروهی                                     | مرحله گروهی                                  | مرحله گروهی | حذفی        | یک‌چهارم‌نهایی | نیمه‌نهایی   | نهایی / برنز | نهایی / برنز |
| ورزشکار              | ماده          | رقیب امتیاز                                   | رقیب امتیاز                                     | رقیب امتیاز                                  | رتبه        | رقیب امتیاز | رقیب امتیاز  | رقیب امتیاز | رقیب امتیاز  | رتبه         |
| -------------------- | ------------- | --------------------------------------------- | ----------------------------------------------- | -------------------------------------------- | ----------- | ----------- | ------------ | ----------- | ------------ | ------------ |
| بریان یانگ           | انفرادی مردان | پانارین (KAZ) · پیروزی ۲–۰ (۲۱–۱۸, ۲۱–۱۰)     | نیشیموتو (JPN) · شکست ۰–۲ (۱۴–۲۱, ۱۸–۲۱)        | —                                            | ۲           | پیشروی نکرد | پیشروی نکرد  | پیشروی نکرد | پیشروی نکرد  | ۱۴           |
| آدام دونگ نیل یاکورا | دونفره مردان  | ویکنگ / · چانگ (CHN) · شکست ۰–۲ (۵–۲۱, ۱۲–۲۱) | چیا / · ییک (MAS) · شکست ۰–۲ (۱۰–۲۱, ۱۵–۲۱)     | لین / · وندی (GBR) · شکست ۰–۲ (۱۴–۲۱, ۱۲–۲۱) | ۴           | پیشروی نکرد | پیشروی نکرد  | پیشروی نکرد | پیشروی نکرد  | ۱۳           |
| میشله لی             | انفرادی زنان  | توزار (MYA) · پیروزی ۲–۰ (۲۱–۱۶, ۲۵–۲۳)       | یاماگوچی (JPN) · شکست ۱–۲ (۲۴–۲۲, ۱۷–۲۱, ۱۲–۲۱) | —                                            | ۲           | پیشروی نکرد | پیشروی نکرد  | پیشروی نکرد | پیشروی نکرد  | ۱۴           |

## بسکتبال

### بسکتبال ۵×۵

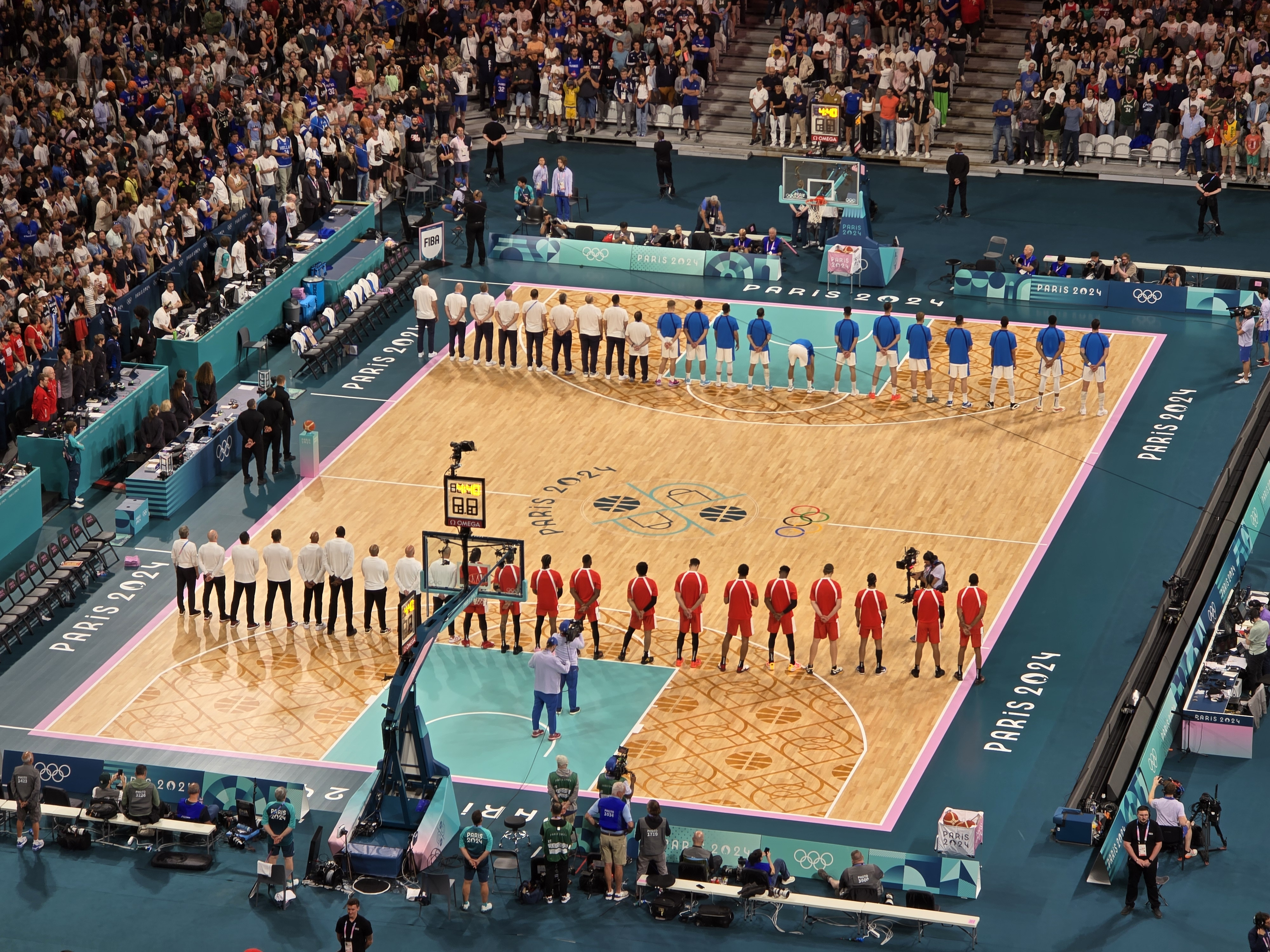
پیش‌بازی کانادا در برابر یونان

برای نخستین‌بار از المپیک ۲۰۰۰، تیم ملی بسکتبال کانادا توانست به عنوان دومین تیم برتر در متن مورب قرار گیرد.
تیم زنان نیز با توجه به قرار گرفتن در رتبه سوم مسابقات انتخابی المپیک در سال ۲۰۲۳ در شهر شوپرون مجارستان، جواز حضور در این مسابقات را کسب کرد.
| تیم          | رویداد        | دور گروهی            | دور گروهی               | دور گروهی              | دور گروهی | یک‌چهارم‌نهایی        | نیمه‌نهایی   | نهایی / برنز | نهایی / برنز |
| تیم          | رویداد        | رقیب امتیاز          | رقیب امتیاز             | رقیب امتیاز            | رتبه      | رقیب امتیاز         | رقیب امتیاز | رقیب امتیاز  | رتبه         |
| ------------ | ------------- | -------------------- | ----------------------- | ---------------------- | --------- | ------------------- | ----------- | ------------ | ------------ |
| مردان کانادا | مسابقات مردان | یونان · پیروزی ۸۶–۷۹ | استرالیا · پیروزی ۹۳–۸۳ | اسپانیا · پیروزی ۸۸–۸۵ | ۱ Q       | فرانسه · شکست ۷۳–۸۳ | پیشروی نکرد | پیشروی نکرد  | ۵            |
| زنان کانادا  | مسابقات زنان  | فرانسه · شکست ۵۴–۷۵  | استرالیا · شکست ۶۵–۷۰   | نیجریه · شکست ۷۰–۷۹    | ۴         | پیشروی نکرد         | پیشروی نکرد | پیشروی نکرد  | ۱۱           |

### بسکتبال ۳×۳
تیم زنان کانادا در این رشته توانست با قرارگیری در میان ۳ تیم برتر مسابقات انتخابی المپیک در دبرتسن مجارستان، به این مسابقات راه یابد.
| تیم             | رویداد       | مرحله گروهی               | مرحله گروهی          | مرحله گروهی          | مرحله گروهی            | مرحله گروهی                        | مرحله گروهی            | مرحله گروهی                | مرحله گروهی | حذفی                      | نیمه‌نهایی            | نهایی / برنز                       | نهایی / برنز |
| تیم             | رویداد       | رقیب امتیاز               | رقیب امتیاز          | رقیب امتیاز          | رقیب امتیاز            | رقیب امتیاز                        | رقیب امتیاز            | رقیب امتیاز                | رتبه        | رقیب امتیاز               | رقیب امتیاز          | رقیب امتیاز                        | رتبه         |
| --------------- | ------------ | ------------------------- | -------------------- | -------------------- | ---------------------- | ---------------------------------- | ---------------------- | -------------------------- | ----------- | ------------------------- | -------------------- | ---------------------------------- | ------------ |
| تیم زنان کانادا | مسابقات زنان | استرالیا · پیروزی · ۲۲–۱۴ | چین · پیروزی · ۲۱–۱۱ | آلمان · شکست · ۱۵–۱۹ | فرانسه · پیروزی · ۱۳–۹ | ایالات متحده آمریکا · شکست · ۱۷–۱۸ | اسپانیا · شکست · ۲۰–۲۲ | آذربایجان · پیروزی · ۲۱–۱۹ | ۴ Q         | استرالیا · پیروزی · ۲۱–۱۰ | آلمان · شکست · ۱۵–۱۶ | ایالات متحده آمریکا · شکست · ۱۳–۱۶ | ۴            |

## رقص بریک
رقصنده بریک کانادایی، فیلیپ کیم ، توانست با توجه به کسب رتبه نخست در مسابقات بازی‌های پان امریکن ۲۰۲۳، مجوز حضور در المپیک پاریس را کسب کند.
| ورزشکار   | لقب        | رویداد | Round-Robin | Round-Robin | یک‌چهارم نهایی                | نیمه‌نهایی                          | نهایی/ برنز                     | نهایی/ برنز |
| ورزشکار   | لقب        | رویداد | امتیاز      | رتبه        | رقیب نتیجه                   | رقیب نتیجه                         | رقیب نتیجه                      | رتبه        |
| --------- | ---------- | ------ | ----------- | ----------- | ---------------------------- | ---------------------------------- | ------------------------------- | ----------- |
| فیلیپ کیم | فیل ویزارد | B-Boys | ۴۰          | ۱ Q         | لی (NED) · پیروزی ۳–۰ (۱۹–۸) | ناکارای (JPN) · پیروزی ۳–۰ (۱۷–۱۰) | سیویل (FRA) · پیروزی ۳–۰ (۲۳–۴) | 1           |

## فوتبال

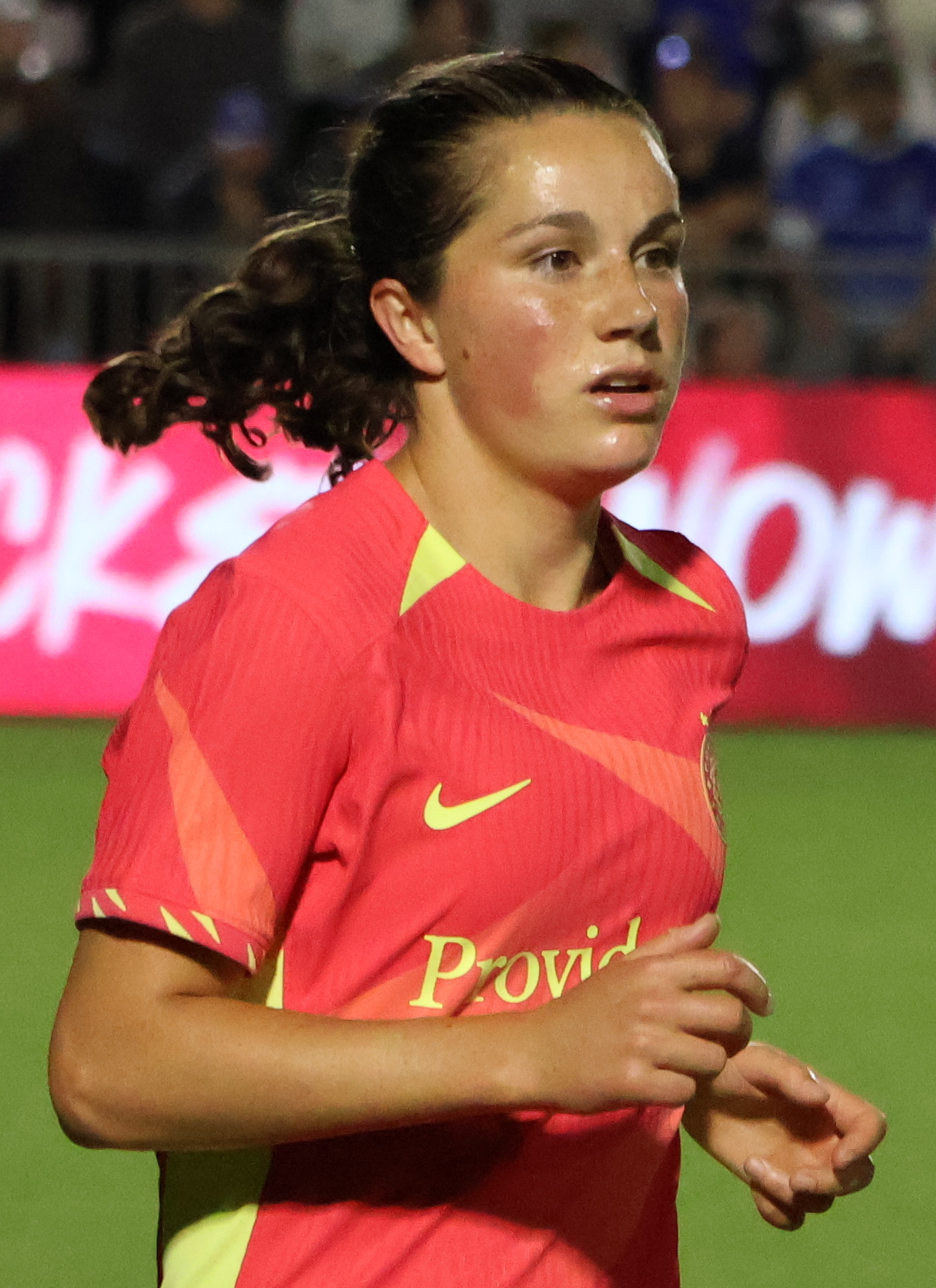
جسی فلمینگ، کاپیتان تیم ملی کانادا

تیم زنان فوتبال کانادا مجوز حضور در المپیک را کسب کرد.
| تیم         | رویداد       | مرحله گروهی           | مرحله گروهی         | مرحله گروهی         | مرحله گروهی | یک‌چهارم نهایی                | نیمه‌نهایی   | نهایی / برنز | نهایی / برنز |
| تیم         | رویداد       | رقیب نتیجه            | رقیب نتیجه          | رقیب نتیجه          | رتبه        | رقیب نتیجه                   | رقیب نتیجه  | رقیب نتیجه   | رتبه         |
| ----------- | ------------ | --------------------- | ------------------- | ------------------- | ----------- | ---------------------------- | ----------- | ------------ | ------------ |
| زنان کانادا | مسابقات زنان | نیوزیلند · پیروزی ۲–۱ | فرانسه · پیروزی ۲–۱ | کلمبیا · پیروزی ۱–۰ | ۲ Q         | آلمان · شکست ۰–۰ (و.ا.) 2–4پ | پیشروی نکرد | پیشروی نکرد  | ۷            |

## راگبی ۷ نفره

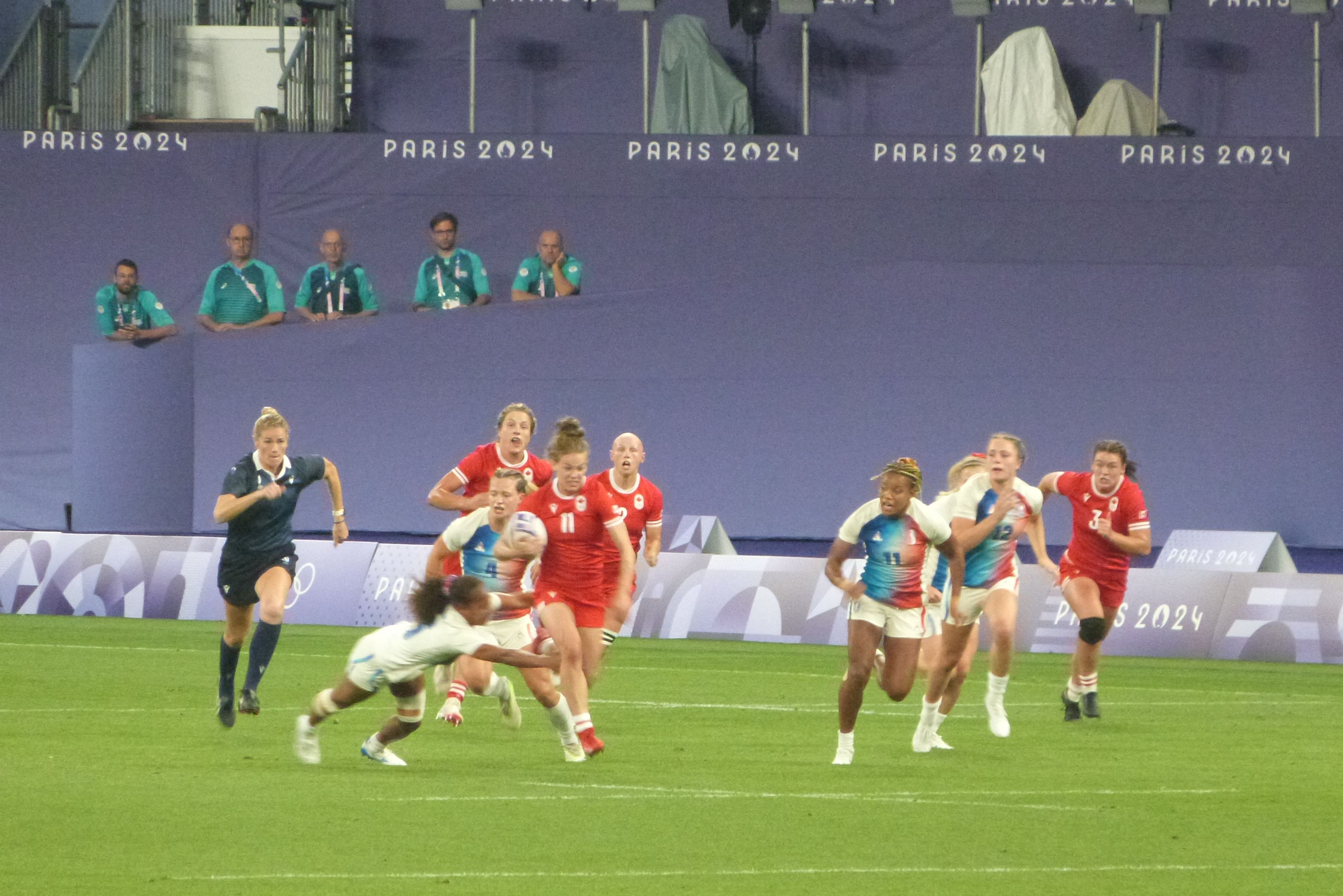
کانادا در برابر فرانسه در دیدار یک‌چهارم نهایی

یک تیم راگبی زنان کانادا متشکل از ۱۲ ورزشکار در المپیک حاضر بودند.
| تیم         | رویداد       | دور مقدماتی         | دور مقدماتی          | دور مقدماتی        | دور مقدماتی | یک‌چهارم نهایی         | نیمه‌نهایی               | نهایی / برنز          | نهایی / برنز |
| تیم         | رویداد       | رقیب نتیجه          | رقیب نتیجه           | رقیب نتیجه         | رتبه        | رقیب نتیجه            | رقیب نتیجه              | رقیب نتیجه            | رتبه         |
| ----------- | ------------ | ------------------- | -------------------- | ------------------ | ----------- | --------------------- | ----------------------- | --------------------- | ------------ |
| زنان کانادا | تورنمنت زنان | فیجی · پیروزی ۱۷–۱۴ | نیوزیلند · شکست ۷–۳۳ | چین · پیروزی ۲۶–۱۷ | ۲ Q         | فرانسه · پیروزی ۱۹–۱۴ | استرالیا · پیروزی ۲۱–۱۲ | نیوزیلند · شکست ۱۲–۱۹ | 2            |

## تیراندازی
کانادا دارای سه تیرانداز ورزشی (دو مرد و یک زن) بود. کانادا دو سهمیه در بازی‌های پان امریکن ۲۰۲۳ در سانتیاگو، شیلی به دست آورد. سومین سهمیه در مسابقات تیراندازی ۲۰۲۴ قاره آمریکا در بوئنوس آیرس، آرژانتین به دست آمد. این تیم به‌طور رسمی در ۳۱ مه ۲۰۲۴ تأیید صلاحیت شد.
| ورزشکار        | رویداد                    | صلاحیت   | صلاحیت | فینال     | فینال |
| ورزشکار        | رویداد                    | امتیازها | رتبه   | امتیازها  | رتبه  |
| -------------- | ------------------------- | -------- | ------ | --------- | ----- |
| تای ایکدا      | تفنگ بادی ۱۰ متر مردان    | ۶۱۷٫۴    | ۴۸     | راه نیافت | ۴۸    |
| تای ایکدا      | تفنگ ۵۰ متر مردان ۳ وضعیت | ۵۷۵–۲۶x  | ۴۲     | راه نیافت | ۴۲    |
| میشل اسرسیتاتو | تپانچه بادی ۱۰ متر مردان  | ۵۷۵–۱۳x  | ۱۷     | راه نیافت | ۱۷    |
| شانون وست لیک  | تفنگ ۵۰ متر زنان ۳ وضعیت  | ۵۶۷–۱۶x  | ۳۲     | راه نیافت | ۳۲    |

## موج‌سواری
| ورزشکار           | ماده           | دور ۱  | دور ۱ | دور ۲                        | دور ۳       | یک‌چهارم نهایی | نیمه‌نهایی   | نهایی / برنز | نهایی / برنز |
| ورزشکار           | ماده           | امتیاز | رتبه  | رقیب نتیجه                   | رقیب نتیجه  | رقیب نتیجه    | رقیب نتیجه  | رقیب نتیجه   | رتبه         |
| ----------------- | -------------- | ------ | ----- | ---------------------------- | ----------- | ------------- | ----------- | ------------ | ------------ |
| سانوآ دمپفل-اولین | برد کوتاه زنان | ۴٫۸۳   | ۳ Q   | هینکل (BRA) · شکست ۶٫۳۰–۷٫۱۰ | پیشروی نکرد | پیشروی نکرد   | پیشروی نکرد | پیشروی نکرد  | ۱۷           |

## تکواندو
دو تکواندوکار زن کانادایی توانستند در المپیک پاریس شرکت کنند. اسکایلر پارک با توجه به رتبه‌بندی نهایی ارائه شده توسط فدراسیون جهانی تکواندو، در این مسابقات حاضر شد. جوزیپا کافادار نیز با توجه به قرارگیری در بین سه ورزشکار برتر مسابقات پان‌آمریکا که در شهر سانتو دومینگو جمهوری دومینیکن برگزار شد، جواز حضور در المپیک را کسب کرد.
| ورزشکار        | وزن         | مقدماتی    | دور یک‌هشتم                             | دور یک‌چهارم                        | نیمه‌نهایی   | شانس مجدد                            | نهایی / برنز                      | نهایی / برنز |
| ورزشکار        | وزن         | رقیب نتیجه | رقیب نتیجه                             | رقیب نتیجه                         | رقیب نتیجه  | رقیب نتیجه                           | رقیب نتیجه                        | رتبه         |
| -------------- | ----------- | ---------- | -------------------------------------- | ---------------------------------- | ----------- | ------------------------------------ | --------------------------------- | ------------ |
| جوزیپا کافادار | ۴۹ ک.گ زنان | استراحت    | استویکوویچ (CRO) · شکست ۰–۲ (۰–۰, ۵–۶) | پیشروی نکرد                        | پیشروی نکرد | پیشروی نکرد                          | پیشروی نکرد                       | ۹            |
| اسکایلر پارک   | ۵۷ ک.گ زنان | —          | هرونوا (CZE) · پیروزی ۲–۰ (۶–۲, ۴–۳)   | یو-جین (KOR) · شکست ۰–۲ (۶–۷, ۵–۹) | پیشروی نکرد | ایلگون (TUR) · پیروزی ۲–۰ (۶–۲, ۳–۲) | آون (LBN) · پیروزی ۲–۰ (۰–۰, ۴–۲) | 3            |

## سه‌گانه

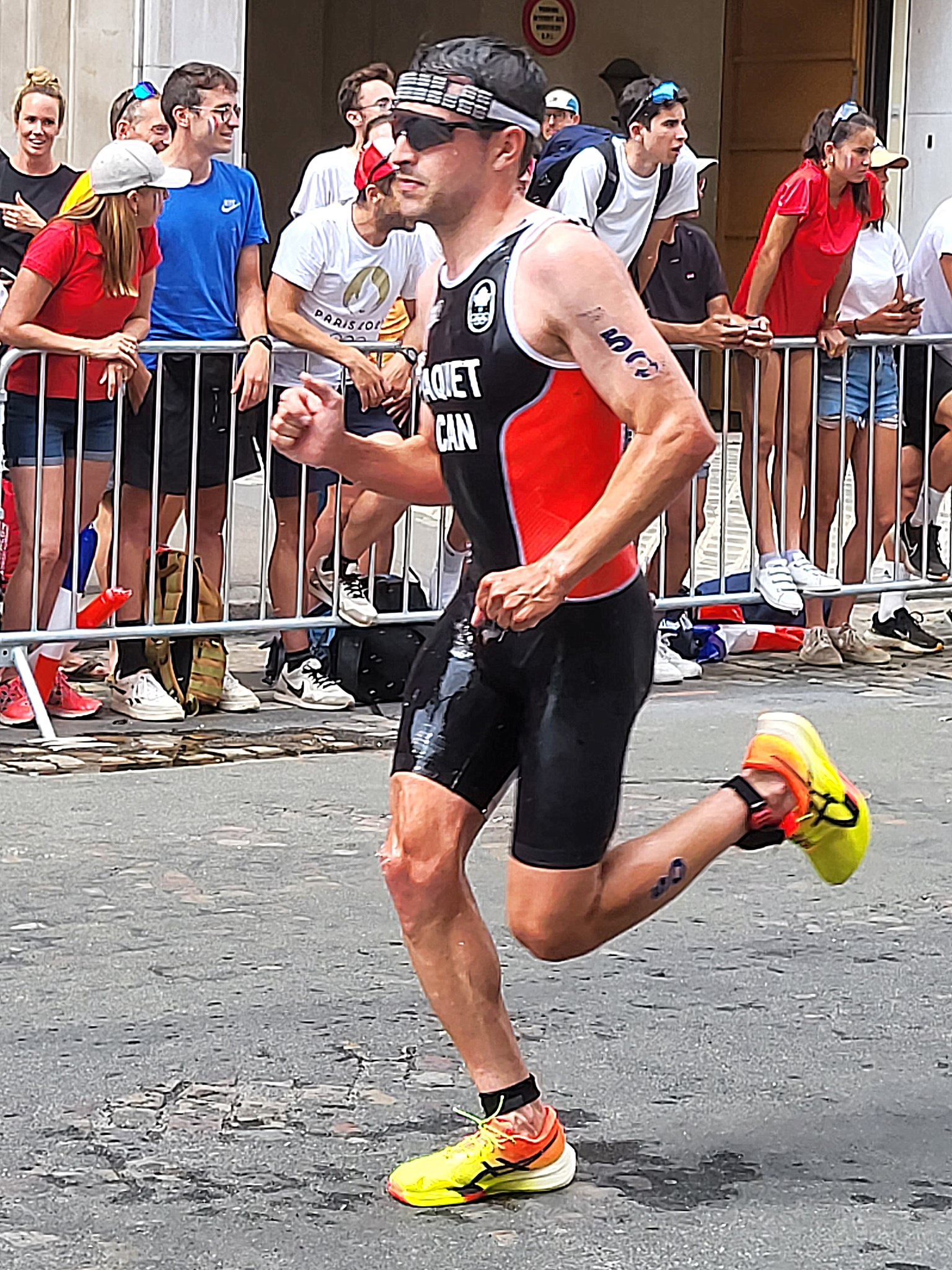
چارلز پاکت در طول مسابقه مردان

کانادا سه ورزشکار سه‌گانه (دو مرد و یک زن) را بر اساس رتبه‌بندی المپیک ITU در تاریخ ۲۷ می ۲۰۲۴ احراز کرد. تیم نهایی در ۱۷ ژوئن ۲۰۲۴ نامگذاری شد.
فردی
| ورزشکار         | رویداد | شنا (۱٫۵ کیلومتر) | ترانس ۱ | دوچرخه‌سواری (۴۰ کیلومتر) | ترانس ۲ | دو (۱۰ کیلومتر) | مجموع   | رتبه |
| --------------- | ------ | ----------------- | ------- | ------------------------ | ------- | --------------- | ------- | ---- |
| تایلر میسلاوچوک | مردان  | ۲۰:۴۹             | ۰:۵۱    | ۵۱:۴۵                    | ۰:۲۵    | ۳۰:۳۵           | ۱:۴۴:۲۵ | ۹    |
| چارلز پاکت      | مردان  | ۲۱:۱۶             | ۰:۵۳    | ۵۱:۱۶                    | ۰:۲۶    | ۳۰:۴۶           | ۱:۴۴:۳۷ | ۱۳   |
| امی لگاولت      | زنان   | ۲۴:۰۴             | ۰:۵۶    | ۱:۰۰:۴۰                  | ۰:۳۲    | ۳۵:۴۲           | ۲:۰۱:۵۴ | ۳۵   |

## والیبال

### ساحلی
۶ ورزشکار ساحلی کانادایی در بازی‌های المپیک حاضر بودند.
یک تیم زنان،‌ با توجه به رده‌بندی نهایی منتشر شده توسط فدراسیون جهانی والیبال در ۹ ژوئن ۲۰۲۴،‌ واجد شرایط حضور در المپیک شدند.
یک تیم مردان و یک تیم زنان دیگر نیز با توجه به کسب نتیجه لازم در مسابقات جام کنتینانتال در تلاسکالا مکزیک، حضور خود را در این مسابقات مسجل کردند..
| ورزشکار                             | رویداد | دور مقدماتی                                          | دور مقدماتی                                                 | دور مقدماتی                                                 | دور مقدماتی | بازنده خوش‌شانس                                            | یک‌هشتم نهایی                                     | یک‌چهارم نهایی                                        | نیمه نهایی                                                    | نهایی / برنز                                                   | نهایی / برنز |
| ورزشکار                             | رویداد | رقیب امتیاز                                          | رقیب امتیاز                                                 | رقیب امتیاز                                                 | رتبه        | رقیب امتیاز                                               | رقیب امتیاز                                      | رقیب امتیاز                                          | رقیب امتیاز                                                   | رقیب امتیاز                                                    | رتبه         |
| ----------------------------------- | ------ | ---------------------------------------------------- | ----------------------------------------------------------- | ----------------------------------------------------------- | ----------- | --------------------------------------------------------- | ------------------------------------------------ | ---------------------------------------------------- | ------------------------------------------------------------- | -------------------------------------------------------------- | ------------ |
| دانیل دیرینگ سم شاتر                | مردان  | پروسیچ / · شوینر (CZE) · شکست ۰–۲ · (۱۷–۲۱, ۱۹–۲۱)   | الیویرا / · Lanci (BRA) · شکست ۰–۲ · (۱۳–۲۱, ۱۶–۲۱)         | هورل / · Horst (AUT) · پیروزی ۲–۰ · (۲۱–۱۶, ۲۱–۱۵)          | ۳ q         | گریمالت / · گریمالت (CHI) · شکست ۰–۲ · (۱–۲۱, ۰–۲۱) مصدوم | پیشروی نکرد                                      | پیشروی نکرد                                          | پیشروی نکرد                                                   | پیشروی نکرد                                                    | ۱۷           |
| میلیسا هیومانا پاردس برندی ویلکرسون | زنان   | پولتی / · ولینته (PAR) · پیروزی ۲–۰ · (۲۱–۱۶, ۲۱–۱۲) | بوبنر / · ورژ-دیپر (SUI) · شکست ۱–۲ · (۱۸–۲۱, ۲۱–۱۳, ۱۱–15) | گرائودینا / · کراوشنکا (LAT) · شکست ۰–۲ · (۱۴–۲۱, ۲۰–۲۲)    | ۳ q         | هرمانوا / · اشتوکلوا (CZE) · پیروزی ۲–۰ · (۲۱–۱۵, ۲۱–۱۲)  | نوس / · کلوث (USA) · پیروزی ۲–۰ · (۲۱–۱۹, ۲۱–۱۸) | آلوارز / · مورنو (ESP) · پیروزی ۲–۰ · (۲۱–۱۸, ۲۱–۱۸) | هوبرلی / · بتشوارت (SUI) · پیروزی ۲–۱ · (۱۴–۲۱, ۲۲–۲۰, ۱۵–۱۲) | آنا پاتریسیا / · دودا (BRA) · شکست ۱–۲ · (۲۴–۲۶, ۲۱–۱۲, ۱۰–۱۵) | 2            |
| هیتر بانسلی سوفی بوکوک              | زنان   | نوس / · کلوث (USA) · شکست ۰–۲ · (۱۷–۲۱, ۱۴–۲۱)       | زو / · ژیا (CHN) · شکست ۰–۲ · (۱۵–۲۱, ۱۹–۲۱)                | آرتاچو دل سولار / · کلنسی (AUS) · شکست ۰–۲ · (۱۰–۲۱, ۱۶–۲۱) | ۴           | پیشروی نکرد                                               | پیشروی نکرد                                      | پیشروی نکرد                                          | پیشروی نکرد                                                   | پیشروی نکرد                                                    | ۱۹           |

### سالنی

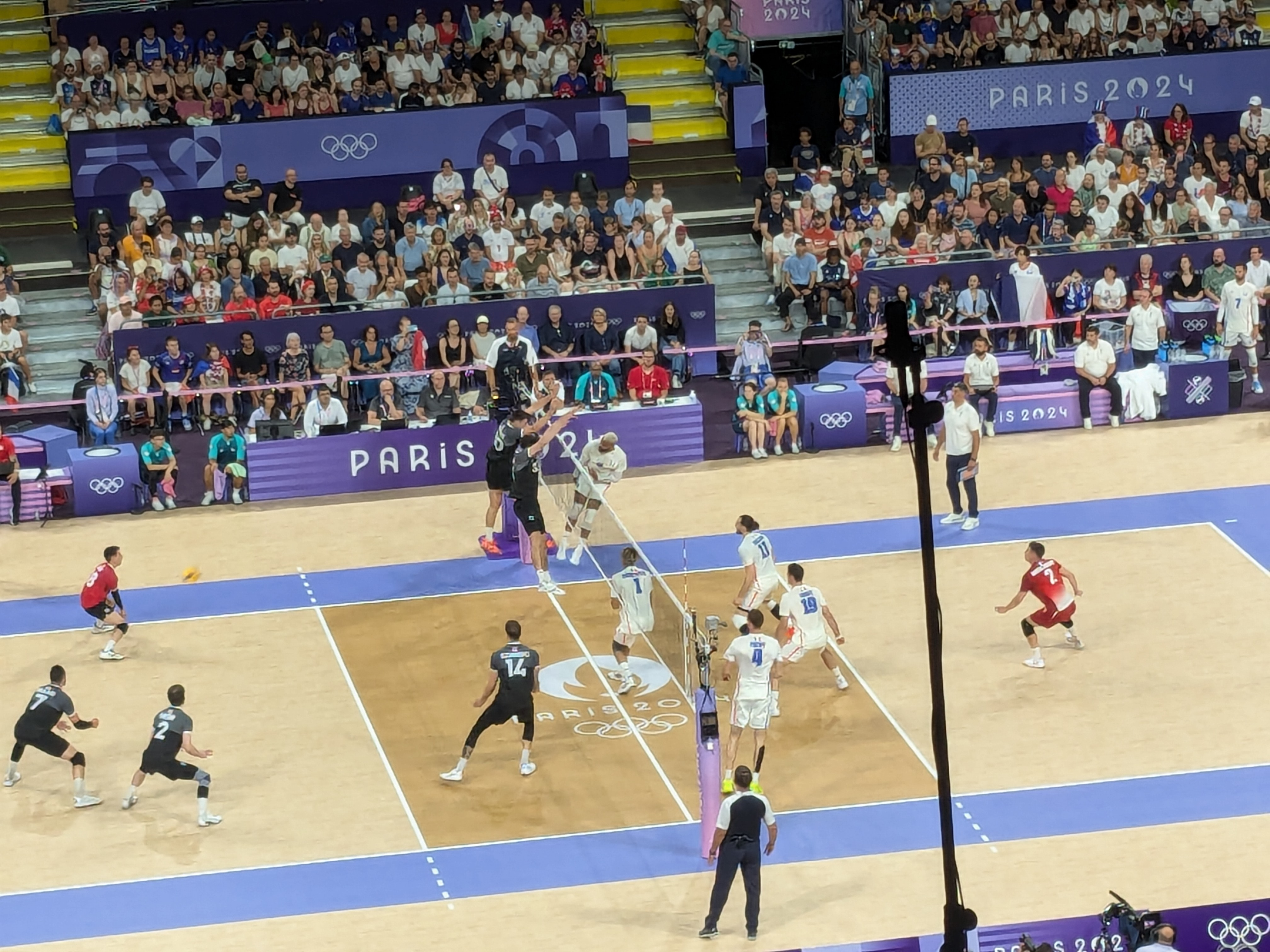
کنادا در برابر فرانسه

| تیم          | رویداد        | مرحله گروهی        | مرحله گروهی       | مرحله گروهی        | مرحله گروهی | یک‌چهارم نهایی | نیمه نهایی  | نهایی / برنز | نهایی / برنز |
| تیم          | رویداد        | رقیب نتیجه         | رقیب نتیجه        | رقیب نتیجه         | رتبه        | رقیب نتیجه    | رقیب نتیجه  | رقیب نتیجه   | رتبه         |
| ------------ | ------------- | ------------------ | ----------------- | ------------------ | ----------- | ------------- | ----------- | ------------ | ------------ |
| مردان کانادا | مسابقات مردان | اسلوونی · شکست ۱–۳ | فرانسه · شکست ۰–۳ | صربستان · شکست ۲–۳ | ۴           | پیشروی نکرد   | پیشروی نکرد | پیشروی نکرد  | ۱۰           |

## واترپلو
تیم ملی واترپلو زنان کانادا مجوز حضور در المپیک را کسب کرد.
| تیم         | ماده         | مرحله گروهی          | مرحله گروهی       | مرحله گروهی          | مرحله گروهی       | مرحله گروهی | یک چهارم نهایی      | رتبه‌بندی            | بازی جایگاه هفتم   | بازی جایگاه هفتم |
| تیم         | ماده         | رقیب امتیاز          | رقیب امتیاز       | رقیب امتیاز          | رقیب امتیاز       | رتبه        | رقیب امتیاز         | رقیب امتیاز         | رقیب امتیاز        | رتبه             |
| ----------- | ------------ | -------------------- | ----------------- | -------------------- | ----------------- | ----------- | ------------------- | ------------------- | ------------------ | ---------------- |
| زنان کانادا | تورنمنت زنان | مجارستان · شکست ۷–۱۲ | چین · پیروزی ۱۲–۷ | استرالیا · شکست ۷–۱۰ | هلند · شکست ۱۱–۲۰ | ۴ Q         | اسپانیا · شکست ۸–۱۸ | ایتالیا · شکست ۵–۱۰ | یونان · شکست ۱۰–۱۹ | ۸                |

## وزنه‌برداری
کانادا دو وزنه‌بردار را (یک نفر در هر جنسیت) احراز کرد. مود شارون با قرار گرفتن در ده نفر برتر در رده‌بندی انتخابی المپیک IWF، برای وزن ۵۹ کیلوگرم زنان واجد شرایط شد. در همین حال، بادی سانتاوی یک سهمیه مجدد در ماده ۸۹ کیلوگرم مردان دریافت کرد. تیم نهایی در ۲۵ ژوئن ۲۰۲۴ تأیید صلاحیت شد.
| ورزشکار      | رویداد           | یک ضرب | یک ضرب | دو ضرب   | دو ضرب | مجموع | رتبه |
| ورزشکار      | رویداد           | نتایج  | رتبه   | نتایج    | رتبه   | مجموع | رتبه |
| ------------ | ---------------- | ------ | ------ | -------- | ------ | ----- | ---- |
| بادی سانتاوی | ۸۹ کیلوگرم مردان | ۱۶۳    | ۹      | تمام نشد | —      | DNF   | —    |
| مود شارون    | ۵۹ کیلوگرم زنان  | ۱۰۶    | ۲      | ۱۳۰      | ۲      | ۲۳۶   | 2    |